# 愛と真守の週刊エル・カザド通信!
愛と真守の週刊エル・カザド通信!（あいとまもるのしゅうかんエルカザドつうしん）は＜音泉＞・BEWEで配信されていたテレビアニメ『エル・カザド』に関連したインターネットラジオ番組。

## パーソナリティ
- 清水愛（エリス役）
- 宮野真守（エル・エー役）

## 配信日など
- 配信期間：2007年4月24日から10月16日
- 配信サイト：音泉
- 配信日：毎週火曜日

## コーナー
- 『愛のエル・カザドコーナー』
- 『南米かっ!』
- 『不思議な力のエリス』

## ゲスト
- ＃4,5 ああ（Savage genius）
- ＃10,11,22 伊藤静（ナディ役）
- ＃20,21 井上麻里奈（リリオ役）
- ＃23 なかのとおる（音響監督）
- ＃24,25 三宅健太

## 雑記
- アニメ本編が30分番組であるのに対し、ラジオの平均時間は40分から50分と本編より長い。
- 2007年9月某日、杉並区の某所で公開録音イベントが行われた。第22回放送分。
- 『エル・カザド』の裏話もすることもあるが、関係のない話題（MC二人の他のアニメ作品の話、他の声優の話）や、他のタレントのDVDなど意味もなく紹介することがある。またアニメ本編の話題はほとんどぼかしてざっくばらんに話すためアニメ本編の話題は数少なく、最終回も衛星放送の都合上ネタバレできずぼかして放送するというアニメ作品のラジオとしては異色のラジオとなっている。
- 「愛のエル・カザドコーナー」のコーナーでは、愛のポエムをリスナーから募集し、清水宛てなら宮野が、宮野宛てなら清水がエコー付きで読むというコーナー。毎週ポエムにはなにかしらの「テーマ」があり、「姉弟のような幼馴染の愛の告白」の設定が特に多い。ポエムには演出の要素を書き込むリスナーもいる。
- 「南米か!」というコーナーがあるが、エル・カザドの舞台であるメキシコは実は中米であるため、途中「中米（?）かっ!」とタイトルコールをすることがあったが、結局途中から諦め「南米かっ!」に戻すようなことをしていた。ちなみに「南米かっ!」のコーナーは南米（中米）の知識や雑学を紹介していくコーナー。
- 「不思議な力のエリス」のコーナーではESPカードを使い不思議な力を伸ばし、リスナーにキーワードを念力で送り、当たったリスナーに「二人のサインの入った不思議な何か」をプレゼントするというもの。無茶苦茶な企画のため、毎回ディレクターのつっつうがヒントを出している。またコーナー説明する際、宮野が読み上げるの文章をディレクターのつっつうが文章を毎回数箇所アレンジしている（そのため不思議な日本語になることが多い）。宮野が文章を読んだあと気づかず直接変更箇所を聞くこともある。

## ラジオCD
- ラジオCD「愛と真守の週刊エル・カザド通信」Vol.1
- ラジオCD「愛と真守の週刊エル・カザド通信」Vol.2